# Fernand Buyle
Fernand August Charles Buyle (1918. március 3. – 1992. január 22.) belga labdarúgó, csatár.
Teljes karrierjét a Daring Club Molenbeek csapatában töltötte, ahol 1934 és 1953 között szerepelt. A válogatottban tizenhat meccsen játszott, köztük egy világbajnoki találkozón.

## Sikerek
- Belga bajnok: 1936, 1937
- Belga kupagyőztes: 1935